# Maison des 33 et 35 rue Froide à Caen
La maison des 33 et 35 rue Froide est un édifice situé à Caen, dans le département français du Calvados, en France. Elle est inscrite au titre des Monuments historiques.

## Localisation
Le monument est situé aux 33 et 35 de la rue Froide, à 50 mètres au nord-ouest de l'église Saint-Sauveur, dans le centre-ville ancien de Caen.

## Architecture
La maison date du début du XVIe siècle, période de transition entre les architectures gothique et Renaissance. La lucarne de gauche, avec ses crochets et animaux fantastiques, est d'inspiration gothique, celle de droite, avec pilastres et candélabres, préfigure la Renaissance.
La façade et la toiture sont inscrites au titre des Monuments historiques depuis le 1er juin 1927.